# Stückgut

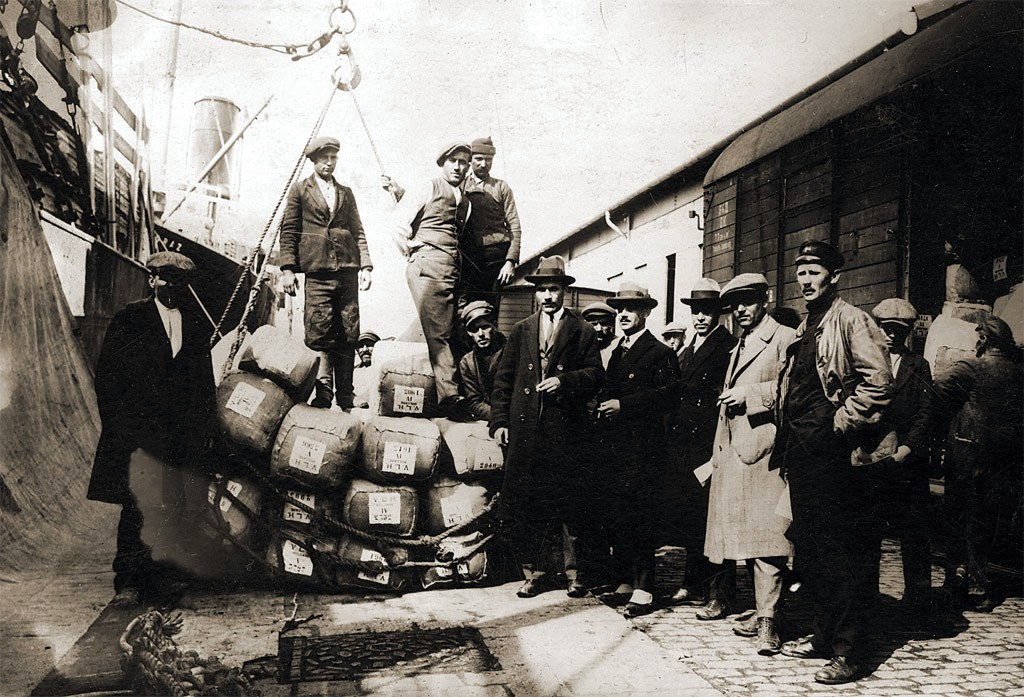
Verladung von nummeriertem Stückgut, in Jute eingenäht, vom Schiff auf die Eisenbahn, Varna 1920

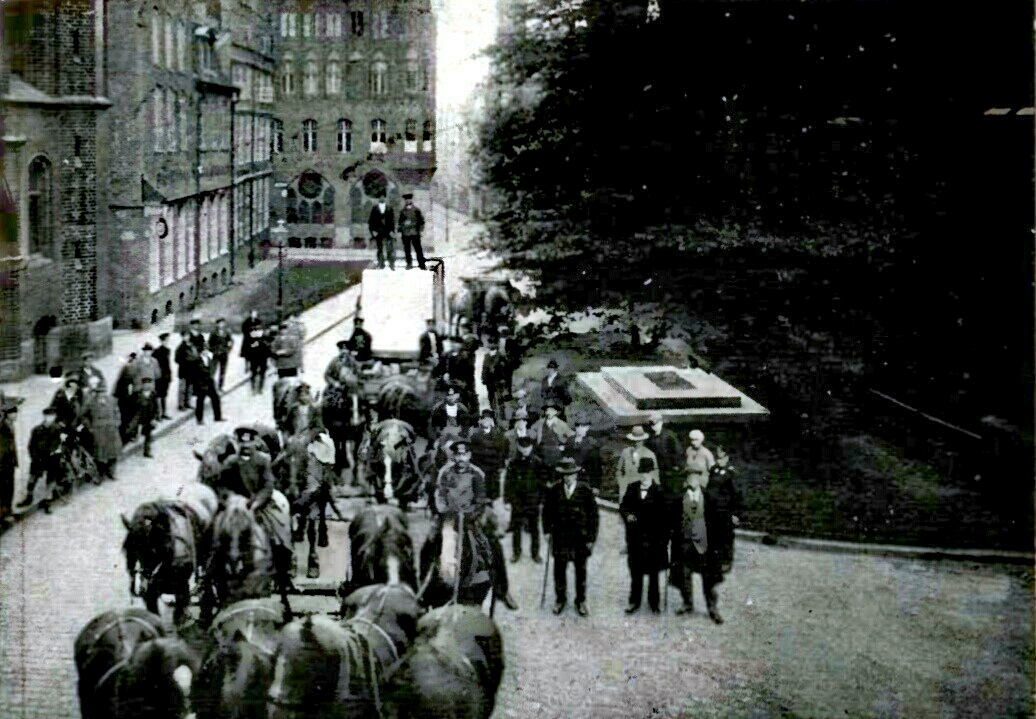
Transport eines großen Werksteins in Lübeck, 1929

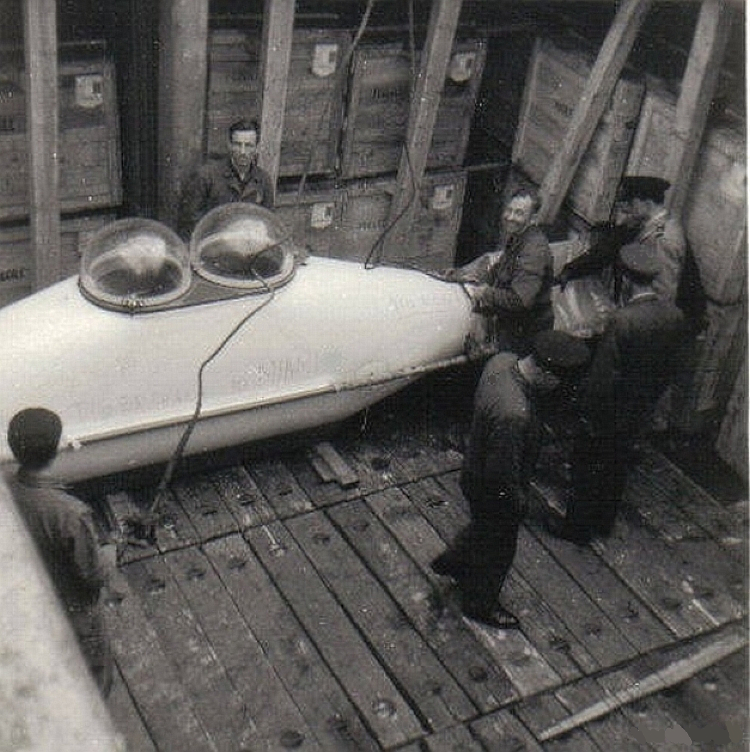
Stückgut-Spezialladung, Mini-U-Boot, für Nassau (Bahamas) (1964)

Stückgut bezeichnet in der Logistik jedes Transportgut, das sich im Gegensatz zu Flüssigkeiten und Schüttgut einzeln am Stück transportieren lässt:
- Kollo (Plural Kolli, oft auch Colli, von italienisch collo bzw. französisch colis, engl. trading unit) bezeichnet die kleinste Einheit einer Warensendung: (einzelne) Stücke, die in völlig unterschiedlicher, uneinheitlicher Form und Größe vorliegen, als Einzelstück oder Verpackungseinheit (Packstück, engl. packing unit)
- Stück (Abkürzung Stk., auch Stck.) bezeichnet immer Kolli derselben Art.
- Sammelgut bezeichnet die Zusammenfassung von gleichen oder verschiedenen Stückgütern zu einem Stück.

Die Stückmenge ist die Messgröße des Stückgutes, solange es noch nicht den logistischen Maßnahmen für den Transport unterworfen ist. Durch Zählen von Kolli oder Stücken wird dabei die Stückzahl als Maßeinheit der Stückmenge ermittelt, wie es etwa manuell, mit Zählwaagen oder auf elektronischem Wege geschieht.
Einzelnes Stückgut mit einem Gewicht bis 25 oder 40 kg wird häufig auch als Paket verschickt.

## Begriffliche Grundlagen

### Abgrenzung von Stückgut

Abgrenzung des Begriffs Stückgut

Stückgut bezeichnet in der Logistik alles, was sich am Stück transportieren lässt, also ein Gebinde, beispielsweise Kisten, beladene Paletten, Maschinen oder Anlagenteile, Kabel-, Papier- oder Blechrollen und Fässer. Die internationale Bezeichnung ist Kollo (Plural: Kolli). Kein Stückgut ist Flüssiggut und Gas, die ohne eigenen Behälter in die Transportfahrzeuge gepumpt werden. Sand, Kohle, Getreide und vergleichbare Feststoffe sind Schütt- oder Sauggut, sofern sie nicht verpackt sind.
In der Logistik kann Stückgut genau wie die anderen oben genannten auch Massengut sein.
Die Begriffe Stückgut und Sammelgut werden häufig synonym verwendet. Während Sammelgut jedoch die Konsolidierung von Warenströmen zur Steigerung der Gewichts- oder Raumausnutzung von Verkehrsmitteln vor allem im speditionellen Hauptlauf beschreibt, ist der Begriff des Stückguts im Rahmen von Güterverkehrssystemen der Ebene der Objektgröße zuzuordnen.

### Historische Festlegungen

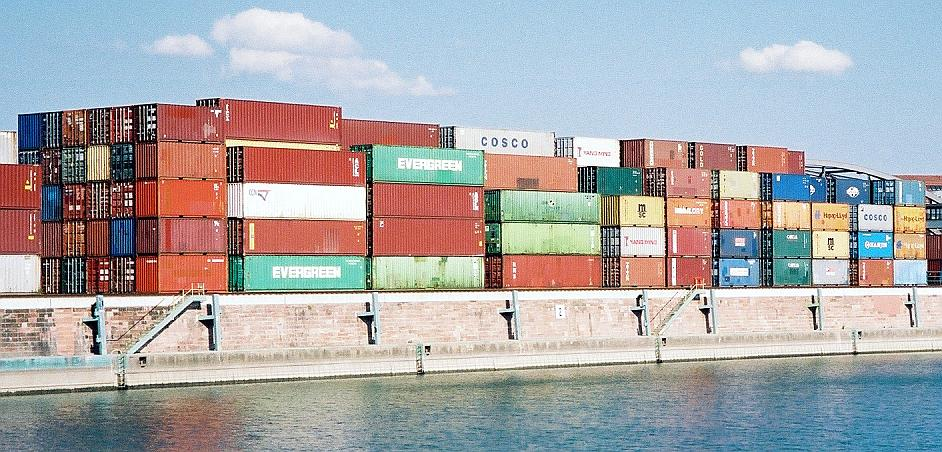
In der weltweiten Logistik wird Stückgut meist in Containern transportiert

- In Deutschland stellte nach dem Eisenbahn-Reformtarif von 1877 das Stückgut neben dem Eilgut und der Wagenladung ein eigenes Abrechnungskriterium dar.
- Für den Güterkraftverkehr fand sich eine legaldefinitorische Abgrenzung des Stückguts vom Ladungsverkehr hinsichtlich der Abfertigungsart im § 4 der Kraftverkehrsordnung (KVO) für den Güterfernverkehr mit Kraftfahrzeugen, in der zwischen der Übergabe zur Verladung (Stückgut) oder Bestellung eines Fahrzeuges (Ladungsverkehr) unterschieden wurde.

Durch die Transportrechtsreform vom 1. Juli 1998 ist diese Abgrenzung überflüssig geworden, da sie im heutigen Transportwesen kaum noch anwendbar ist.

## Das Stückgut im Transportwesen
Bei der Abmessung von Stückgütern gibt es im Gegensatz zu den klar definierten Gewichts- und Größenmaßen bei den Paketdiensten (vor allem bei den multinationalen Integrators) keine bestimmten Grenzwerte. Die Gewichtsgrenzen sind häufig historisch gewachsen und durch alte, nicht mehr gültige Gesetze und Verordnungen geprägt.
Die Größe von Stückgut liegt meist zwischen dem, was ein Gabelstapler transportieren kann, und den Abmessungen eines 40-Fuß-Containers bzw. der Ladefläche eines Lkws. Jedoch sind größere Abmessungen unvermeidlich, wenn der jeweilige Kollo nicht in Einzelteilen transportierbar und erst am Einsatzort montierbar ist, beispielsweise im Fall von Turbinen für Elektrizitätswerke. Übergroße Stücke erfordern Großraumtransporte, die eine Teildisziplin der Schwertransporte darstellen.
Bei der Größenabgrenzung ist grundsätzlich die Gliederung von 1877 aber auch heute noch im Güterkraftverkehr durch die Segmente Paketdienst, Stückgutverkehr und Ladungsverkehr gegeben. In den letzten Jahren hat sich der Transportmarkt weiter differenziert, so dass heute der Markt in die Bereiche Kurier-, Express- und Paketdienst (KEP), Gefahrgut, temperaturgeführte Güter, Nahrungsmittel, hängende Güter und den Markt von handhabbaren und nicht handhabbaren Stückgütern eingeteilt werden kann. Die Gliederung des Transportmarktes hinsichtlich dieser Gewichtsgrenzen und der Anzahl der Nutzer verdeutlicht die obige Grafik.
Bei der Untergrenze von Stückgütern gibt es keine einheitliche Meinung. Sie ist vielmehr im Übergangsbereich zu den Kurier-, Express- und Paketdiensten (KEP) sowie den multinationalen Integrators festzumachen. Der Gewichtsbereich unter 20 kg wird durch das Postgesetz (PostG) im § 4 eindeutig in einen Briefbereich und einen Paketbereich gegliedert. Alle anderen Gewichtsgrenzen sind nicht (mehr) gesetzlich fixiert. Der nationale KEP-Markt orientiert sich überwiegend an der 31,5 kg Grenze mit einer Anhebung bis teilweise 40 kg bzw. 50 kg für Standardsendungen. Die gleiche Entwicklung ist auch bei den Integrators zu beobachten, bei denen eine Gewichtsanhebung von 31,5 kg auf maximal 68 kg bzw. 70 kg zu beobachten ist. Der Bundesverband Spedition und Logistik (BSL) empfiehlt ein Mindestgewicht von 50 kg, bzw. bei unpalettiert übernommenen Gütern 1.000 kg pro Lademeter. In der Speditionspraxis sind Verrechnungssätze mit Mindestgewichten von national 50 kg bis international 200 kg üblich.
Als Obergrenze lassen sich in der Literatur Gewichte von 1.500 bis 3.000 kg finden. Während die untere Grenze eher eine fehlende Trennschärfe zur Unterscheidung von Direktabholung respektive Direktzustellung vermuten lässt, wird von vielen Speditionen ein Gewicht von 2.500 kg veröffentlicht, die auch in der amtlichen Statistik beim gewerblichen Fernverkehr angesetzt werden. Die Preisempfehlungen des BSL setzen bei Stückgütern eine Obergrenze von 3.000 kg an.
Europäischer Marktführer im Stückgut-Segment ist die Kemptener Spedition Dachser. Zu den fünf wichtigsten Stückgut-Dienstleistern in Deutschland gehören DB Schenker und DHL Freight sowie die mittelständisch geprägte Stückgutkooperationen CargoLine und System Alliance.

### Stückgut und Kolli
Unter Stückgut kann somit eine Sendung verstanden werden, die zwischen Absender und Empfänger im Haus-zu-Haus-Verkehr befördert wird, und ein Gewicht zwischen 50 kg und 2.500 kg hat, die zulässige Nutzlast des verwendeten Fahrzeuges sowohl vom Volumen als auch vom Gewicht nicht vollständig ausnutzt und somit in der Regel mit anderen Sendungen zusammen befördert wird.
Häufig besteht eine Lieferung an einen Kunden aus mehreren einzelnen Teilen. Diese werden zur besseren Handhabung im Transport zu größeren Packstücken (Kollo) zusammengefasst, etwa in Kartons verpackt. Diese Packstücke werden schließlich als einzeln zu handhabende Stücke beispielsweise auf einen Lkw verladen und beim Kunden wieder abgeladen.
Die Anzahl der Kolli wird in der Regel auf dem Frachtbrief angegeben. Diese, nicht der Inhalt der Kolli, wird vom Frachtführer beim Aufladen überprüft; denn er haftet in der Regel für verloren gegangene Ware.
Zur Überprüfung der Vollständigkeit einer Lieferung wird in der Regel auf dem Lieferschein die Anzahl der Kolli angegeben. So kann sofort nach dem Entladen eine erste Vollständigkeitsprüfung durchgeführt und sichergestellt werden, dass beispielsweise kein Kollo auf dem Lkw vergessen wurde.

### Transport von Stückgut
Stückgut kann auf Pritschenwagen, geschlossenen Lastkraftwagen, in Containern oder im Laderaum von Flugzeugen transportiert werden und erfordert keine speziellen Transportbehälter.
Stückgut wurde früher auf Stückgutschiffen und in Stückgutwaggons, u. a. im Stückgut-Schnellverkehr, transportiert. Heute verwendet man hierfür fast nur noch Container, die sich in verschiedenen Verkehrsmitteln einfach transportieren lassen.
Für Stückgut gelten spezielle Vorschriften der Ladegutsicherung.

### Transportnetzstruktur

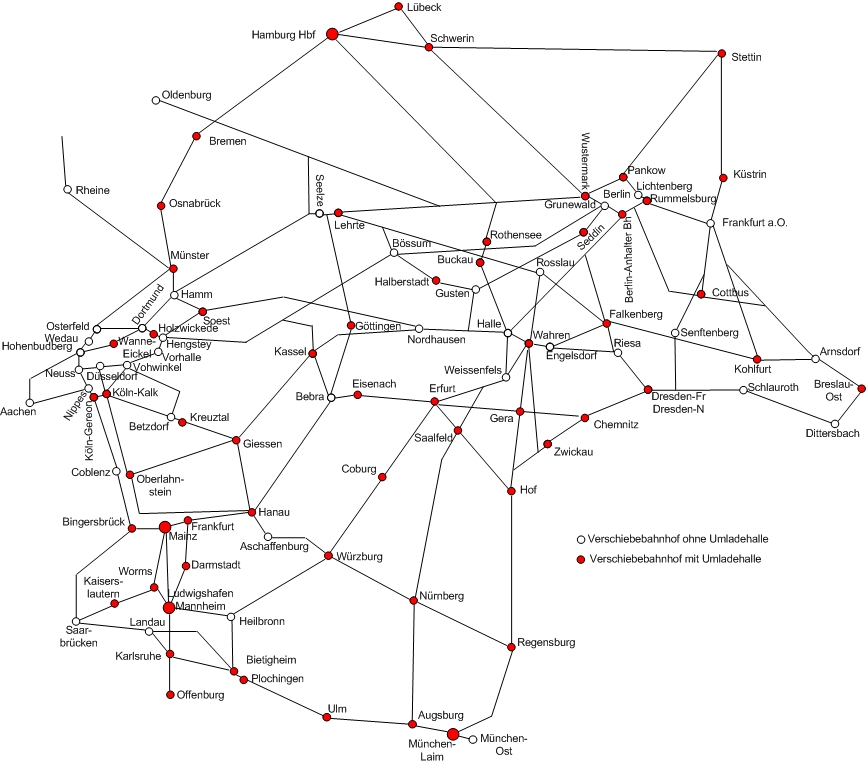
Lage der Stückguthallen im Netz der Deutschen Reichsbahn (1933)

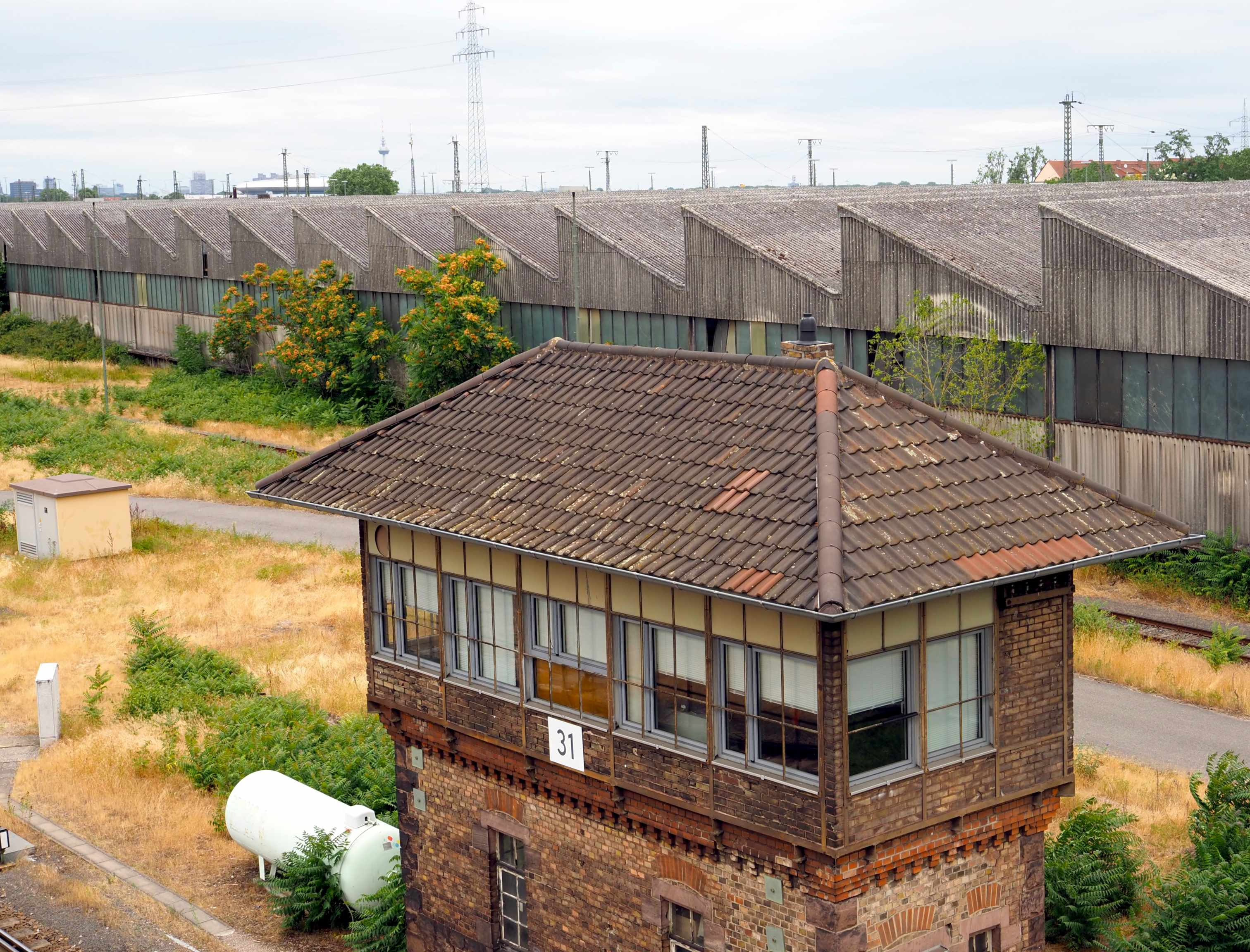
Umladehalle im Mannheim Rangierbahnhof, 2023

Historische Aufschrift „Eilgutabfertigung“, Bahnhof Coburg

Besonders im Sammelgut- und Stückgutverkehr ergibt sich durch die zunehmenden Bedeutung der Logistik als Wettbewerbsfaktor für Industrie und Handel, die Notwendigkeit, flächendeckende Dienstleistungen anzubieten. Plangesteuerte Distributionsverfahren gelten als veraltet, zentrale Distributionsstrategien erfordern jedoch niedrige Transportkosten und kurze Laufzeiten. Laufzeitunterschiede im „Europa mit Grenzen“ waren und sind bei osteuropäischen Verkehren auch heute noch plausibel und allgemein akzeptiert. In Zentraleuropa hingegen werden nur noch Entfernungsunterschiede akzeptiert. Der Netzstruktur, als ein wesentlicher Einflussfaktor, kommt daher eine besondere Bedeutung zu.
Netzwerkstrukturen entstehen durch die Anordnung von Knoten (Quellen und Senken von Ladungen) und deren Verknüpfung über Kanten (Netzwerkprozesse). Knoten stellen somit Lagerorte und Kanten Transporte dar. Eine Charakterisierung kann über die drei Kriterien Stufigkeit, Dichte (Anzahl der im Netzwerk verbundenen Depots) und Dislozierung (räumliche Verteilung) erfolgen.
Der Stückgutversand erfolgt im Netz entweder auf dem direkten Weg mit Ortswagen. Dieses ist nur möglich, wenn auf der Relation genügend Ladung anfällt, um einen Ortswagen auszulasten. Andernfalls wird die Ladung zu einem der Umschlagsknoten gefahren, die als Umladehallen bezeichnet werden und dort auf die Zielrelation umgeladen. Im Jahr 1933 besaßen von den insgesamt 151 größeren Rangierbahnhöfen der Deutschen Reichsbahn 65 Rangierbahnhöfe Stückgut-Umschlagshallen. Die Abbildung zeigt eine Karte mit den Standorten dieser Hallen.
Das Netzwerk der 65 Umladehallen ließ theoretisch 65×64 = 4160 direkte Relationen zwischen je zwei Umladehallen zu. Tatsächlich bedienten sie aber nur 38 Prozent der Relationen mit direkt laufenden Ortsgüterwagen, die an Durchgangsgüterzüge angehängt wurden. Umladeverkehre mit Umladewagen über andere Umladehallen konstituierten die übrigen Relationen. So liefen die Verkehre von München nach Nordostdeutschland über die Umladehalle in Nürnberg. Der Umschlag in der Stückguthalle war sehr arbeitsintensiv und wegen des Hallenlayouts logistisch ungünstig. Die durchschnittliche Weglänge zwischen je zwei Güterwagen an verschiedenen Bahnsteigen waren in den bis zu 400 m langen Hallen groß. Infolge des stark anwachsenden Stückgutaufkommens entwickelten sich die Umladehallen zu Engpässen im Netzwerk, wo sich nicht entladene Güterwagen aufstauten und zu langen Laufzeiten führten. Die schlechten Serviceleistungen der Deutschen Reichsbahn gab den Lkw-gestützten Stückgutspeditionen Anreize, ihren Service auszubauen. Der Stückgutverkehr wanderte von der Reichsbahn zu Lkw-Netzwerken ab, die dezentral aufgestellt waren und die wachsende Stückgutflut mit inkrementalen Kapazitätserweiterungen auffangen konnten.
In der DDR gab es im Netz der Deutschen Reichsbahn 1968 29 Umladehallen. Neuere Daten sind nicht bekannt. Die Deutsche Bahn stellte im Jahr 1998 den Stückguttransport per Eisenbahn ein.

## Wirtschaftliche Bedeutung der Stückgutverkehre

### Marktvolumen und Marktwachstum
Die Daten zum jährlichen Stückgutverkehr mit dem LKW in der Bundesrepublik Deutschland in Millionen Tonnen werden nicht vom Statistischen Bundesamt erhoben und auch nicht vom Bundesverband Spedition und Logistik regelmäßig veröffentlicht. Der Bundesverband hat lediglich für die Jahre 1993 und 2020 Daten veröffentlicht, wonach der Stückgutverkehr von 7,1 Millionen Tonnen auf knapp 40 Millionen Tonnen angestiegen ist. Dieses entspricht rechnerisch einer hohen durchschnittlichen Wachstumsrate von 6,6 % pro Jahr. In folgender Grafik wird das Wachstum des Stückverkehrs mit dem LKW dem Wachstum des Bruttoinlandsprodukts (BIP) gegenübergestellt. 

Das Wachstum des Stückgutverkehrs mit dem LKW in Mio. Tonnen pro Jahr und die Entwicklung des Bruttoinlandsprodukts in Mrd. Euro für die BRD in den Jahren 1993 bis 2020. Quelle: Professor Vahrenkamp

 Das hohe Wachstum des Stückgutverkehrs zeigt die Expansion des Einzelhandels in der Bundesrepublik Deutschland an. In diesem Zeitraum fiel die Expansion der großen Lebensmittelketten, der Möbelketten, der fast fashion Textilketten und der Drogeriemarktketten, die sämtlich einen hohen Bedarf an Stückgutverkehr für ihre Zentral- und Regionallager sowie ihre Filialen auslöst. Vergleicht man das Wachstum der Stückgutverkehrs mit dem Wachstum des Bruttoinlandsprodukts (BIP), so stellt man eine hohe Korrelation von 98 % zwischen beiden Zeitreihen fest. Das Wachstum von 100 Milliarden Euro an BIP löst ein Transportvolumen an Stückgut von 1,9 Millionen Tonnen aus. Nimmt man 180 kg pro Stückgut-Palette an, wie aus den Daten des Stückgutüberlaufs von IDS hervorgeht und 16 Paletten pro LKW mit einer Ladefläche von 6,50 Metern Länge, so werden 3 Tonnen Stückgut auf einer LKW-Fahrt im Fernverkehr bewegt, bzw. die doppelte Anzahl von 6 Tonnen auf einem LKW mit Anhänger (LKW-Zug). Für eine Zunahme von 100 Mrd. Euro BIP sind demnach 600.000 LKW auf der Autobahn unterwegs, bzw. 300.000 LKW-Züge.

Infolge der Reduzierung von Lagerbeständen in Industrie und Handel und der damit verbundenen Steigerung der Lieferfrequenz Logistikeffekt, kann es zu erhöhtem Aufkommen an Stückgutverkehren kommen. Da Stückgutverkehre jedoch wiederum mit höheren Kosten verbunden sind, wird mit Konzepten wie z. B. milkrun versucht Belieferungen zu bündeln.
Eine weitere Steigerung des Aufkommens ist mit der Internationalisierung von Unternehmen und der Vernetzung der Produktionsstandorte zu erklären.
Die Sammelgutbranche ist aufgrund der sammelgutaffinen Entwicklungstendenzen zu kleineren Größen und Gewichten grundsätzlich als Wachstumsbranche zu bezeichnen.

### Räumliches Aufkommen von Stückgutverkehren
Siehe auch: Paneuropäischer Stückgutverkehr
Als Teilmenge der logistischen Dienstleistungen finden Stückgutverkehre zwischen den Produzenten und dem Nachfrager statt. Somit können allgemeine Modelle, wie z. B. das Modell der „blauen Banane“ herangezogen werden. Bei diesem Modell werden Aktiv- und Passivräume in Europa dargestellt. Die überwiegend zwischen und innerhalb dieser und den angrenzenden Regionen stattfindenden Transporte bestimmen die räumliche Struktur der Stückgutverkehre.

### Systemverkehre
Die meisten Speditionen sind in Bünden organisiert. Diese Bünde arbeiten mit Güterverteilungszentren an Verkehrsknotenpunkten (Verteilerzentren). Ähnlich wie bei Paketdienstleistern überspannt ein Netz aus Linienverkehren und Knotenpunkten den gesamten Zustellungsbereich, so können die Lastkraftwagen optimal eingesetzt und ausgelastet werden. Diese Art von Logistik nennt man „Systemverkehr“.
Beispielhaft für den Systemverkehr ist der Warenumlauf bei großen Handelsketten wie Kaufland. Das für den Bereich Schweinfurt/Kitzingen zuständige Warenlager befindet sich in Donnersdorf. Lkw eines bei Kaufland beschäftigten Fuhrunternehmens liefern Stückgut (z. B. Wein und Kleidung) von diesem Verteilerzentrum nach Südfrankreich, der Lkw nimmt dort eine andere Ware auf, liefert nach Nordspanien und kehrt dann wieder mit Ware, deren Zielort in Mitteleuropa liegt, zurück zum Ausgangspunkt. Leerfahrten werden so vermieden. Diese Route wird regelmäßig gefahren, sie ist deshalb ein Linienverkehr. Natürlich trifft dies auch auf Stückgut aller Art zu, der ständige Kostendruck auf die Fuhrunternehmer zwingt diese zu Rationalisierungsmaßnahmen, Stückgut kann nun also nicht mehr einzeln geliefert werden, es muss gemeinsam mit Stückgut oder anderer Ladungsart zu einer großen Sendung zusammengefasst werden. Die mittlerweile beinahe täglich zwischen großen Städten pendelnden Linienverkehre ermöglichen so eine kosteneffiziente Methode des Transports.